# Cyborg Cop
Cyborg Cop (Brasil: 'Cyborg Cop - A Guerra do Narcotráfico' / Portugal: 'Polícia Cyborg') é um filme estadunidense , do ano de 1993, dos gêneros ficção científica e ação, dirigido por Sam Firstenberg.

## Enredo
Policial americano, da agência contra drogas, acaba morto por traficantes. É trazido de volta a vida, transformado em um cyborg assassino. Seu irmão tenta restatá-lo ao mesmo tempo em que luta com os traficantes e seu chefe, um gênio homicida.

## Elenco
- David Bradley.......Jack
- John Rhys-Davies.......Kessel
- Todd Jensen.......Phillip
- Alonna Shaw.......Cathy
- Ron Smerczak.......Callan
- Rufus Swart.......Cyborg
- Anthony Fridjohn.......Hogan
- Shalom Kenan.......Steve
- Robert Whitehead.......Dr. Stechman
- Frank Notaro.......Homem louco
- Steven Leader.......Frankie
- Kurt Egelhof.......Rastaman
- Billy Mashigo.......Policial jovem
- Ernest Ndhlovu.......Sargento
- Seldom Ngwenia.......Policial corpulento
- David Pithou.......Gerente do hotel
- Sydney Chama.......Homem de negócios #1
- Dick Reineke.......Homem de negócios #2
- Robert Reynolds.......Johnson
- Kimberleigh Stark.......Mulher refém